# Wintermelodie (1947)
Wintermelodie ist eine österreichisch-französische Wintersport- und Liebeskomödie von Eduard Wieser. Die Hauptrollen spielen Ilse Peternell, Hermann Brix, Franz Eichberger und der sehr junge Dietmar Schönherr in einer seiner ersten Filmrollen.

## Handlung
In einem alpinen Wintersportgebiet kurz nach dem Zweiten Weltkrieg. Axel Althaus, Pierre Laroche, Joe Burton und Rudi Andermatten kommen aus Österreich, der Schweiz, den USA und Frankreich. Sie alle haben eins gemeinsam: Sie sind begeisterte Skisportler und haben für ihre Länder schon so manchen Titel gewonnen. Als sie in der alpinen Schneewelt auftauchen, verlieben sich gleich alle vier in die hübsche junge französische Skiläuferin Blanche Margueritte, die kurz Blanche Neige (also auf Deutsch: Schneewittchen) genannt wird. Da sich die Herren offenbar auf der Piste sicherer fühlen als in Liebesdingen, erwerben ebenfalls alle vier einen Ratgeber namens „Glück bei Frauen“, um für die richtige Herangehensweise gegenüber dem weiblichen Geschlecht gerüstet zu sein. Sie ahnen nicht, dass dieses Werk von einer Frau verfasst wurde, die hier ebenfalls auftaucht und den jungen Skiassen den Kopf verdreht. Am Ende der Geschichte haben sich zwei neue Paare gefunden.

## Produktionsnotizen
Die Dreharbeiten fanden 1946 im Behelfsatelier von Thiersee (Österreich), das mit diesem Film eingeweiht wurde, sowie mit Außenaufnahmen in St. Anton, Seefeld, Zürs, Kitzbühel und auf der Braunschweiger Hütte statt. Die Uraufführung erfolgte am 14. August 1947 in Wien. Die deutsche Premiere fand am 25. Januar 1949 in Tuttlingen statt.
Walter Traut übernahm die Produktionsleitung, Gustav Abel entwarf die wenigen Filmbauten. Hauptdarsteller Hermann Brix war zu dieser Zeit auch Schauspiellehrer des zu dieser Zeit knapp 20-jährigen Dietmar Schönherr.
Unter dem Titel Les Amours de Blanche-Neige entstand zeitgleich eine französische Version mit Yvette Lebon, Michel Marsay und Jean Daurand in den entsprechenden Rollen. Lediglich Schönherr und Matt spielten auch in dieser Fassung ihre deutschsprachigen Rollen.

## Kritik
Im Lexikon des Internationalen Films heißt es knapp: „… anspruchslose Wintersportkomödie.“